# 小普林尼
盖烏斯·普林尼·采西利尤斯·塞孔都斯（61年8月25日至62年8月24日之间出生于今天意大利科莫，约113年逝世于比提尼亞與本都行省），也被称为小普林尼（/ˈplɪni/ PLIN-ee），是一位罗马帝国律师、作家和政治家。他被认为是一位诚实而低调的人物，坚持执行追查基督徒的政策。他的很多信件流传了下来，成为研究当时历史的珍贵资料。

## 生平
小普林尼可能于62年出生于今天意大利的科莫（当时的名称为Novum Comum），他的母亲是著名的学者和作家老普林尼的姊妹。他本来姓西罗，他父亲死后他的舅舅按照他父亲的遗愿将他领为养子，因此他获得了普林尼这个姓。他在罗马市读书。公元79年8月24日，他和老普林尼见证了维苏威火山喷发，但後者前往考察火山，不幸遇难。
小普林尼18岁时就已经在法庭上演讲辩驳，此时他与他的第一位夫人结婚，但是他的前两位夫人的姓名都没有流传下来。他100年娶的第三位夫人的名字（卡尔普尼亚）在一封信中流传下来了。19岁时小普林尼成为被提升为神的罗马皇帝提圖斯的祭祀。他按照罗马贵族官僚生涯先后成为叙利亚的军团将校（82年）、財務官、裁判官（93年/94年）和執政官（100年）。他也经常处理财政问题，在这方面有一些经验。比如98年他负责管理国库。
最后他被任命为罗马比提尼亞與本都（省会尼科米底亞，今日土耳其伊茲密特）的破格省长。113年小普林尼可能死于当地，或者在他回到家乡后不久去世。
据德尔图良的记载，小普林尼在执行反基督教政策时因无法找出基督徒有违法的情状而不得不上报皇帝图拉真，以求定夺。图拉真则模棱两可地决定不逮捕基督徒，但又允许因一个人的基督徒身份而在公堂上定罪。

## 著作

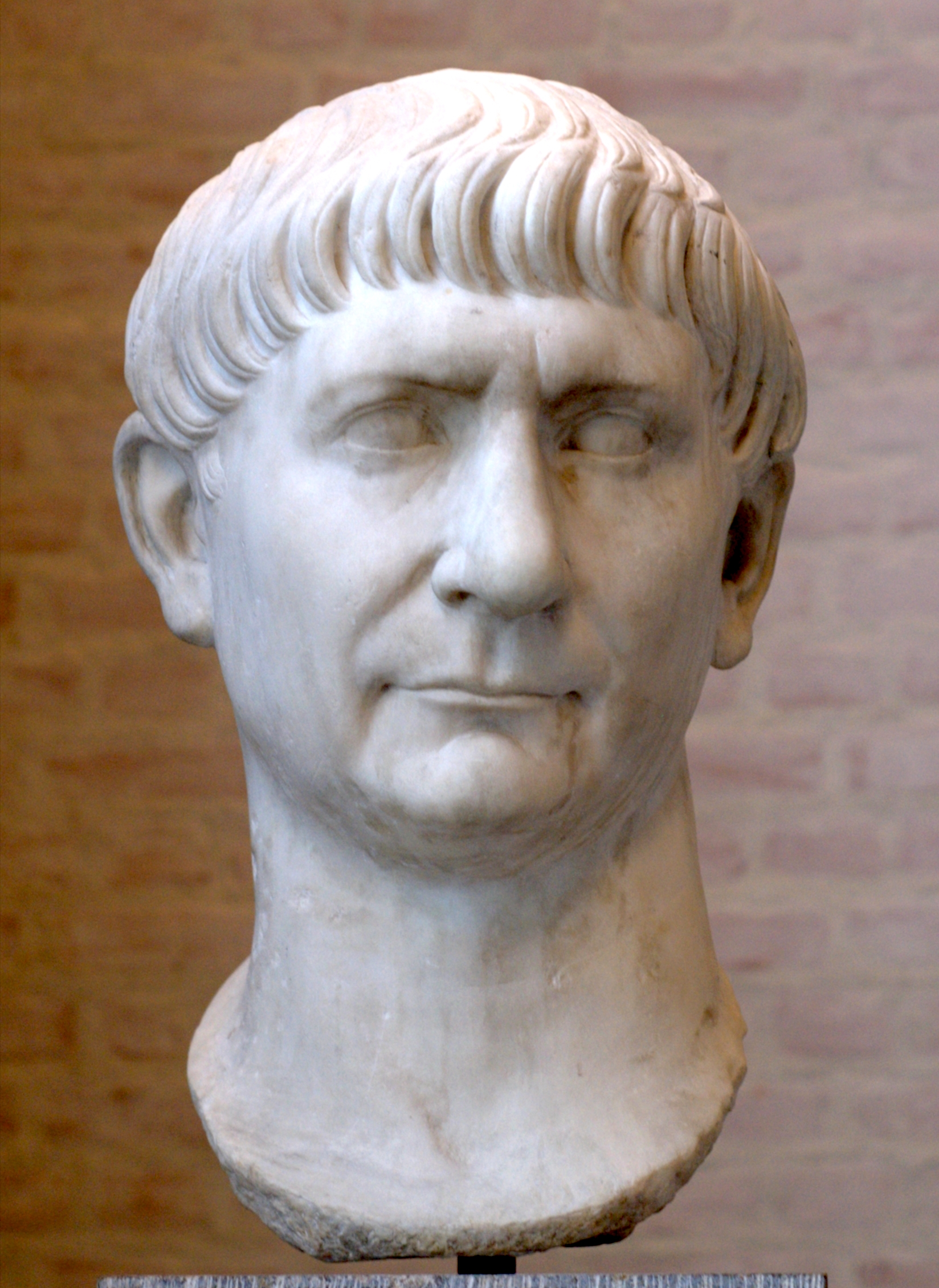
图拉真皇帝頭像

小普林尼14岁时就发表了一部希腊悲剧和一些诗。他的一些演讲也保存下来了，其中包括他担任执政官後以至言颂扬皇帝圖拉真的演说。在皇帝涅尔瓦执政时他发表了一系列事后加工和扩展的演说。
小普林尼最著名的是他的书信。他一共收集和发表了10卷，369封信件。其中前9卷包括248封信，这248封信是写给105个不同的收信人的，其中包括朋友、熟人和当时的知名人士。这些信是在普林尼赴比西尼亚前发表的，其中也探讨了如何处理基督徒的问题。第十卷包括他与图拉真之间的书信往来（共121封信，其中包括图拉真的回信）。在给塔西佗的信中，普林尼描述了令他的养父老普林尼丧生的那次毀滅龐貝的维苏威火山爆发。
小普林尼在发表他的书信时特别注意保持书信的格式（包括收信人、发信人、称呼等等格式）。在每封信中他讨论一个问题。他的书信涉及到罗马上层社会几乎所有的生活问题。这些书信是经过加工润色后发表的，其语言风格“过于优雅”，但是他为后人提供了当时罗马社会、生活和政治的详细的描述。比如他描述了个人的事务、报道、政治、对他的庄园的描写、对风景的描写、教育问题等等。只有第十卷中的书信是按照其发送时间排列的。